# Jorge Daponte
Jorge Daponte (Buenos Aires, 5 juni 1923 – Buenos Aires, 1 maart 1963) was een Formule 1-coureur uit Argentinië. Hij reed in 1954 2 Grands Prix voor het team Maserati.